# Roman Rozen

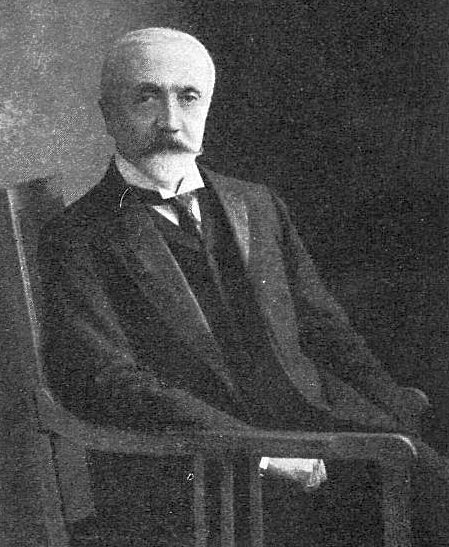
Roman Rozen

El barón Roman Romanovich Rozen ( en cirílico : Роман Романович Розен), fue un aristócrata y diplomático ruso. Fue el primer embajador (plenipotenciario) de Rusia ante México.
Nacido el 24 de febrero de 1847 en Reval, su familia formaba parte de la nobleza germano-báltica del Imperio Ruso. Su hermano Viktor fue un reconocido orientalista.
Tras estudios en Dorpat y San Petersburgo pasó a formar parte del personal diplomático ruso en la corte del Japón, pasando después al consulado ruso en Nueva York (Estados Unidos). 
En 1890 fue enviado como ministro plenipotenciario de Rusia a México, siendo recibido oficialmente en enero de 1891 por el entonces presidente Porfirio Díaz. Ejerció este puesto de 1890 hasta 1895.
Posteriormente se le envió como embajador a Serbia (1895-1897), Japón (1897-1899 y 1903-1904), Baviera (1899-1901), Grecia (1901-1902) y los Estados Unidos (1905-1911).
Fue miembro de la delegación rusa encabezada por el conde Witte que negoció el Tratado de Portsmouth (1905) que pondría fin a la Guerra Ruso-Japonesa.
Tras la Revolución Rusa de 1917 Rozen huyó al exilio en Nueva York, donde fallecería de pulmonía la Nochevieja de 1921.
| Predecesor: — | Embajador de Rusia en México 1891 - 1894 | Sucesor: Karl Ivanovitch Weber |